# Marie-Arlette Carlotti
Marie-Arlette Carlotti (ur. 21 stycznia 1952 w Béziers) – francuska polityk, prawniczka i działaczka samorządowa, posłanka do Parlamentu Europejskiego (1996–2009), minister delegowany.

## Życiorys
Absolwentka prawa na Université Aix-Marseille III (1979), uzyskała dyplom wyższych studiów specjalistycznych (DESS). W 1986 została absolwentką zarządzania personelem na jednej z uczelni w Aix-en-Provence. Pracowała jako specjalistka w przemyśle lotniczym, od 1998 pełniła funkcję radnej departamentu Delta Rodanu. Zaangażowana w działalność Partii Socjalistycznej, w latach 1986–1995 wchodziła w skład jej prezydium.
W 1996 objęła mandat posłanki do Parlamentu Europejskiego. W wyborach w 1999 i 2004 uzyskiwała reelekcję. Była członkinią grupy Partii Europejskich Socjalistów, pracowała m.in. w Komisji Rozwoju. W PE zasiadała do 2009, nie została wpisana na listę wyborczą.
W 2010 została wybrana w skład rady regionu Prowansja-Alpy-Lazurowe Wybrzeże. 16 maja 2012 objęła urząd ministra delegowanego ds. osób niepełnosprawnych w rządzie, którego premierem został Jean-Marc Ayrault. Utrzymała to stanowisko także w drugim rządzie tego samego premiera (od 21 czerwca 2012), uzyskując wcześniej w wyborach parlamentarnych mandat deputowanej do Zgromadzenia Narodowego XIV kadencji. Funkcję ministerialną sprawowała do 2014. W 2020 została wybrana w skład Senatu.